# أنقولية أريجية
أنقولية أريجية (الاسم العلمي: Aquilegia fragrans) هي نوع من النباتات تتبع جنس الأنقولية من الفصيلة الحوذانية.